# Ariya Daivari
Ariya Daivari (11 de abril de 1989) es un luchador profesional estadounidense que actualmente trabaja para All Elite Wrestling (AEW) bajo el nombre en el ring de Ari Daivari. Es conocido por su tiempo en WWE, Ring of Honor (ROH), New Japan Pro-Wrestling (NJPW), National Wrestling Alliance (NWA), y ha hecho breves apariciones para Global Force Wrestling y el proyecto en la India de Impact Wrestling, Ring Ka King.

## Carrera de lucha libre profesional

### Circuito independiente (2006-2016)
Después de un fondo de escuela secundaria en Tae Kwon Do y lucha amateur, Ariya fue entrenado en la lucha libre profesional por Shawn Daivari y su compañero Arik Cannon. Él también entrenó con los ejecutantes de la WWE Shelton Benjamin y Ken Anderson. Su primera lucha fue en una Academia de Wrestling del Medio Oeste. El evento se celebró el 26 de septiembre de 2006 en la discoteca First Avenue. Desde entonces se ha desempeñado en promociones a través de los Estados Unidos, incluyendo Ring of Honor y Global Force Wrestling,, así como para el proyecto de TNA de la India llamado Ring Ka King. En Minesota, aparece regularmente en promociones locales como Prime Time Wrestling.

### WWE

#### Cruiserweight Classic (2016)
El 13 de junio de 2016 Daivari fue anunciado como competidor en el WWE Cruiserweight Classic. Daivari tiene experiencia previa con la WWE, habiendo luchado en un non-televised match para WWE SmackDown en el Target Center en 2013, y participó en un tryout en el centro de rendimiento de WWE en 2014. and participated in a tryout at the WWE Performance Center in 2014. El 23 de junio de 2016, Daivari fue eliminado del torneo en la primera ronda por Ho Ho Lun.

#### WWE 205 Live (2016-2021)
En el episodio del 10 de octubre de 2016 de Raw, Daivari hizo su debut en el roster principal como parte de la división de peso crucero en Raw, perdiendo por sumisión ante Campeón Crucero T.J. Perkins. Más tarde ese mes, él participó en un six-man cruiserweight tag team match en el pre-show de Hell in a Cell.
El 27 de abril de 2018, tuvo una aparición junto a su hermano Shawn Daivari en WWE Greatest Royal Rumble, que venía con una bandera de Irán, increpando a los nuevos talentos de Arabia Saudita, pero fue castigado por uno de ellos, y su hermano se llevó el resto del castigo.
Luego el resto del año tendría luchas contra el roster de 205 live, entrando a luchas de Retador #1 Al Campeonato Peso Crucero de la WWE perdiendo en todas.
Ya iniciando el 2019, se unió a Hideo Itami a quien acompañó en varias de sus luchas, posteriormente iniciando un feudo con Akira Tozawa, hasta que Hideo dejó la WWE, Daivari siguió luchando en solitario sin éxito alguno.
En el 205 Live del 16 de abril, derrotó a Akira Tozawa, Gran Metalik y a Mike Kanellis en una Fatal-4 Way Match ganando una oportunidad al Campeonato Crucero de la WWE de Tony Nese en Money In The Bank, comenzando en una rivalidad con el entonces Campeón Crucero Tony Nese, sin embargo sería derrotado en Money In The Bank sin lograr el título.
Luego en el episodio de 205 Live del 21 de mayo Daivari perdería en una Fatal-5 Way Match ante Akira Tozawa por una oportunidad por el Campeonato Crucero. Posteriormente entraría en un feudo contra Oney Lorcan. En el 205 Live del 13 de diciembre fue derrotado por Raul Mendoza.
Empezando el 2020 en el 205 Live del 3 de enero derrotó a Danny Burch, después de que un enmascarado interfiera, luego se mostró que era The Brian Kendrick y procedío a atacar a Bursh, se unió a The Brian Kendrick ayudandoló a derrotar a Danny Burch en el 205 Live del 24 de enero, y en el 205 Live del 31 de enero acompañó a The Brian Kendrick que perdió ante Danny Burch por descalificación cuando él atacó a Burch, seguido junto a Kendrick atacaron a Burch, cuando hizo su regreso a 205 Live, el compañero de Burch, Oney Lorcan, comenzando un feudo junto a Kendrick contra Burch & Lorcan, y en el 7 de febrero junto a The Brian Kendrick se enfrentaron a Oney Lorcan & Danny Burch, sin embargo el combate acabó sin resultado y se atacaron mutuamente, la siguiente semana en 205 Live, junto a The Brian Kendrick & The Singh Brothers atacaron a Lorcan & Burch después del combate que tuvieron contra The Singh Brothers, más tarde junto a Kendrick siguieron proclamándose como The 205 Live Originals, luego se enfrentaron a Tony Nese & Mike Kanellis(quien hacia su regreso), perdiendo debido a la distracción de Lorcan & Burch, luego del combate fueron atacados por estos últimos, lo que provocó que en el 205 Live del 21 de enero, junto a The Brian Kendrick se enfrentaron a Danny Burch & Oney Lorcan en un No Disqualafication Match, donde salieron perdiendo. En el 205 Live del 13 de marzo, siendo parte del Team 205 Live Originals, junto a Tony Nese, Mike Kanellis, The Brian Kendrick & Jack Gallagher se enfrentaron al Team NXT(KUSHIDA, Isaiah "Swerve" Scott, Tyler Breeze, Danny Burch & Oney Lorcan) en un 10-Man Tag Team Elimination Match, sin embargo fue eliminado por Scott, después de ser elimando junto a Kendrick atacaron a Scott.
En el episodio de 205 Live emitido el 22 de enero, junto a Tony Nese se enfrentó a Tommaso Ciampa & Timothy Thatcher en la primera ronda del torneo Dusty Rhodes Tag Team Classic, sin embargo perdieron, El 25 de junio de 2021, fue liberado de su contrato.

#### Productor (2022)
Daivari hizo pruebas como productor. En el Raw del 30 de mayo, realizó su primera aparición como personal de WWE separando una pelea. Fue liberado tres meses después.

### New Japan Pro-Wrestling (2021-2022)
El 28 de septiembre de 2021, se anunció que Daivari debutaría para New Japan Pro-Wrestling para sus shows de New Japan Showdown enfrentando a Alex Zayne en la Noche 1 y formando equipo con Lio Rush contra El Phantasmo y Chris Bey en la Noche 2.

### National Wrestling Alliance (2021-2022)
En el Pre-Show de Hard Times 2, participó en la Junior Heavyweight Gauntlet Match, entrando de #4, sin embargo fue eliminado por Luke Hawx. 
En el NWA USA emitido el 15 de enero, derrotó a J Spade en la Primera Ronda del Torneo por el reactivado Campeonato Mundial Junior Peso Pesado de NWA, avanzando a la Semifinal. Sin embargo fue derrotado por Darius Lockhart.
En el NWA USA emitido el 9 de abril, derrotó a Sal Rinuario, después del combate, mediante una entrevista retó a Nick Aldis a un combate, la siguiente semana en el NWA USA emitido el 16 de abril, fue derrotado por Nick Aldis.

### All Elite Wrestling (2021-2022)
El 12 de noviembre de 2021, Daivari hizo su debut en All Elite Wrestling en AEW Rampage perdiendo ante Dante Martin. En el episodio del 28 de junio de 2022 de AEW Dark, haría su regreso para la marca, derrotando a Caleb Konley.

## Vida personal
Daivari asistió a la Wayzata High School en Plymouth, Minesota. Él es iraní-americano y habla el idioma persa con fluidez, que a menudo incorpora en sus actuaciones. Su hermano mayor, Shawn Daivari, es también un luchador profesional, conocido sobre todo por su tiempo en WWE como Khosrow Daivari.

## En lucha
- Movimientos finales
  - Hammerlock short-arm clothesline – 2017–presente
  - Cobra Clutch, a veces sentado – 2017–presente
  - Magic Carpet Ride[3] (Diving body splash mientras sostiene una Alfombra persa) (circuito independiente)
  - Persian Lion Splash (Diving frog splash)[3]
- Movimientos de firma
  - Powerslam[2]
  - Spinebuster[2]
  - Camel Clutch[6]

## Campeonatos y logros
- American Wrestling Federation
  - AWF Heavyweight Champion (2 veces)[26]

- F1RST Wrestling
  - Wrestlepalooza Championship (1 vez)[5]

- Heavy On Wrestling
  - HOW Undisputed Championship (1 vez)[27]

- Insane Championship Wrestling 
  - ICW Tag Team Championship (1 vez) - con Shawn Daivari

- National Wrestling Alliance Midwest
  - NWA Midwest X-Division Championship (1 vez)

- National Wrestling Alliance Wisconsin
  - NWA Wisconsin Tag Team Championship (1 vez) - con Dysfunction[28]

- Pro Wrestling Illustrated
  - Situado en el N.º 280 en los PWI 500 de 2016[29]
  - Situado en el N.º 201 en los PWI 500 de 2017[30]